# Clora Bryant

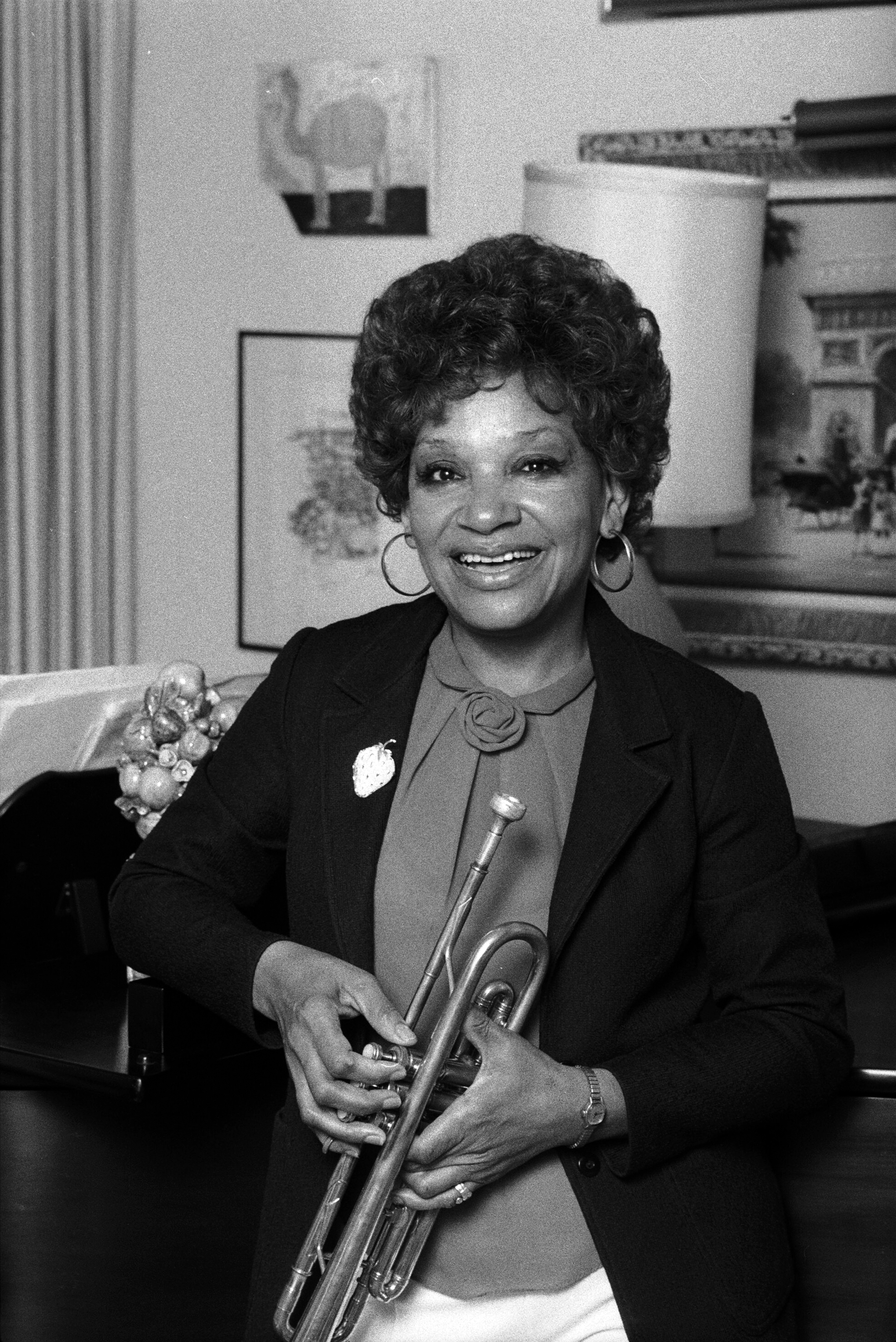
Clora Bryant

Clora Bryant (Denison, 30 mei 1927 - Los Angeles, 25 augustus 2019) was een Amerikaanse jazztrompettiste en -componiste. Ze werkte aan de Westkust van de Verenigde Staten in bigbands, showbands en jazzcombo's.

## Biografie
Bryant, die als kind in een gospelkoor zong en in Los Angeles opgroeide, werd door haar vader al op jonge leeftijd meegenomen naar concerten, zo zag ze als tiener bijvoorbeeld Jimmy Lunceford, Count Basie en Duke Ellington. Ze leerde zichzelf trompet spelen en speelde op highschool in een dansorkest. Vanaf 1944 bezocht ze Prairie View College in Houston, waar ze de eerste trompettiste werd in de vrouwenband Prairie View College Co-Eds, een groep die in de weekends optrad, zelfs in Apollo Theater. In 1946 speelde ze met de International Sweethearts of Rhythm, later met de Darlings of Rhythm en de Queens of Rhythm, allemaal vrouwengroepen. In 1947 ontdekte ze de bebop en ging ze zich stilistisch oriënteren aan Dizzy Gillespie.
In 1948 trouwde ze in Los Angeles met bassist Joe Stone, en nadat ze een kind had gekregen werd ze weer actief als musicus. Ze voedde meer kinderen op, maar bleef in de jaren 50 spelen. Zo speelde ze regelmatig in jamsessies. Tevens trad ze op de tv op met een vrouwen-kwintet rond Ginger Smock, de Sepia Tones. In 1957 nam ze voor Mode Records de plaat The Gal with the Horn op, waarop ze ook als zangeres is te horen. In het begin van de jaren 60 werkte ze als muzikante in Las Vegas, waar ze samenwerkte met Harry James, Sammy Davis junior en Damita Jo. Ze werkte tot 1964 met de Billy Williams Band, daarna toerde ze twee jaar met haar broer, Mel Bryant. Ze werkte bovendien in de bigbands van Ellington, Lionel Hampton, Bill Berry en Count Basie. Vanaf 1975 was ze tevens als componist actief, zo schreef ze de suite To Dizzy with Love. Ze kreeg twee prijzen van de National Endowment for the Arts, voor compositie en uitvoering.
Ze trad op in de Ed Sullivan Show en was de eerste Amerikaanse jazzmuzikante die op uitnodiging van Michail Gorbatsjov in de Sovjet-Unie optrad.
Ze overleed op 92-jarige leeftijd in het Cedars-Sinai Medical Center.

## Boek
- Clora Bryant, Jack Kelson, Horace Tapscott, Gerald Wilson: Central Avenue Sounds: Jazz in Los Angeles University of California Press, 1995. ISBN 0-520-22098-6